# Ulrique-Frédérique de Hesse-Cassel
Ulrique-Frédérique Wilhelmine de Hesse-Cassel née le 31 octobre 1722 à Cassel et décédée le 27 février 1787 à Eutin est une princesse allemande, membre de la famille de Hesse-Cassel

## Famille
Elle est la fille de Maximilien de Hesse-Cassel et de Frédérique-Charlotte de Hesse-Darmstadt.
Elle épouse Frédéric-Auguste Ier d'Oldenbourg, fils de Christian-Auguste de Holstein-Gottorp et d'Albertine-Frédérique de Bade-Durlach. Ils ont trois enfants :
- Pierre-Frédéric-Guillaume (3 janvier 1754 – 2 juillet 1823), duc d'Oldenbourg ;
- Louise-Caroline (2 octobre 1756 – 31 juillet 1759) ;
- Hedwige-Élisabeth-Charlotte (22 mars 1759 – 20 juin 1818), épouse en 1774 le futur roi Charles XIII.